# 薩爾蒙斯 (肯塔基州)
薩爾蒙斯（英語：Salmons）是位於美國肯塔基州辛普森縣的一個非建制地區。

## 地理
薩爾蒙斯所處的海拔為高於海平面206米（即676英呎），而該地所採用的時區為UTC-6，即北美中部時區（CST）。同時該地設有夏令時間，為UTC-6調快一小時，即UTC-5（CDT）。